# Quentin Mahauden
Quentin Mahauden (12 de marzo de 2001) es un deportista belga que compite en karate, en la modalidad de kumite. Ganó una medalla de bronce en los Juegos Europeos de Cracovia 2023 y una medalla de bronce en el Campeonato Europeo de Karate de 2023.

## Palmarés internacional
| Juegos Europeos    | Juegos Europeos         | Juegos Europeos   | Juegos Europeos |
| Año                | Lugar                   | Medalla           | Prueba          |
| ------------------ | ----------------------- | ----------------- | --------------- |
| 2023               | Bielsko-Biała (Polonia) | Medalla de bronce | –75 kg          |
| Campeonato Europeo |                         |                   |                 |
| Año                | Lugar                   | Medalla           | Prueba          |
| 2023               | Guadalajara (España)    | Medalla de bronce | –75 kg          |